# Kröslin
Kröslin ist eine Gemeinde im Landkreis Vorpommern-Greifswald in Mecklenburg-Vorpommern (Deutschland). Sie wird vom Amt Lubmin mit Sitz in der gleichnamigen Gemeinde verwaltet.

## Geografie

### Lage
Die Gemeinde Kröslin grenzt im Osten an den Peenestrom. Südlich und westlich liegen die Gemeinden Rubenow und Lubmin. Im Norden befindet sich der Greifswalder Bodden.
Zur Gemeinde Kröslin gehören die Inseln Greifswalder Oie in der Ostsee, der Ruden vor der Mündung des Peenestroms sowie Dänholm, Großer und Kleiner Wotig und Großer Rohrplan im Peenestrom. Große Teile – unter anderem die Inseln – der Gemeinde stehen vollständig unter Naturschutz. Das Gemeindegebiet liegt komplett im Naturpark Insel Usedom. Die mit 22,2 Metern höchste Erhebung in der Gemeinde befindet sich südöstlich von Kröslin an der alten Peene.

### Gemeindegliederung
Ortsteile
- Freest
- Hollendorf
- Karrin
- Kröslin
- Spandowerhagen

Wüstungen und Wohnplätze
- Behnken (Wüstung)
- Grünschwade (Wüstung)
- Rauhenberg (Wüstung)
- Vencemin (Wüstung)
- Greifswalder Oie (unbewohnte Insel)
- Insel Ruden (unbewohnte Insel)

1865 hatten die Orte folgende Einwohnerzahlen: Kröslin 757, Freest 581, Grünschwade 3, Hollendorf 153, Karrin 95, Oie 41, Ruden 38 und Spandowerhagen 150.

## Geschichte

### Kröslin

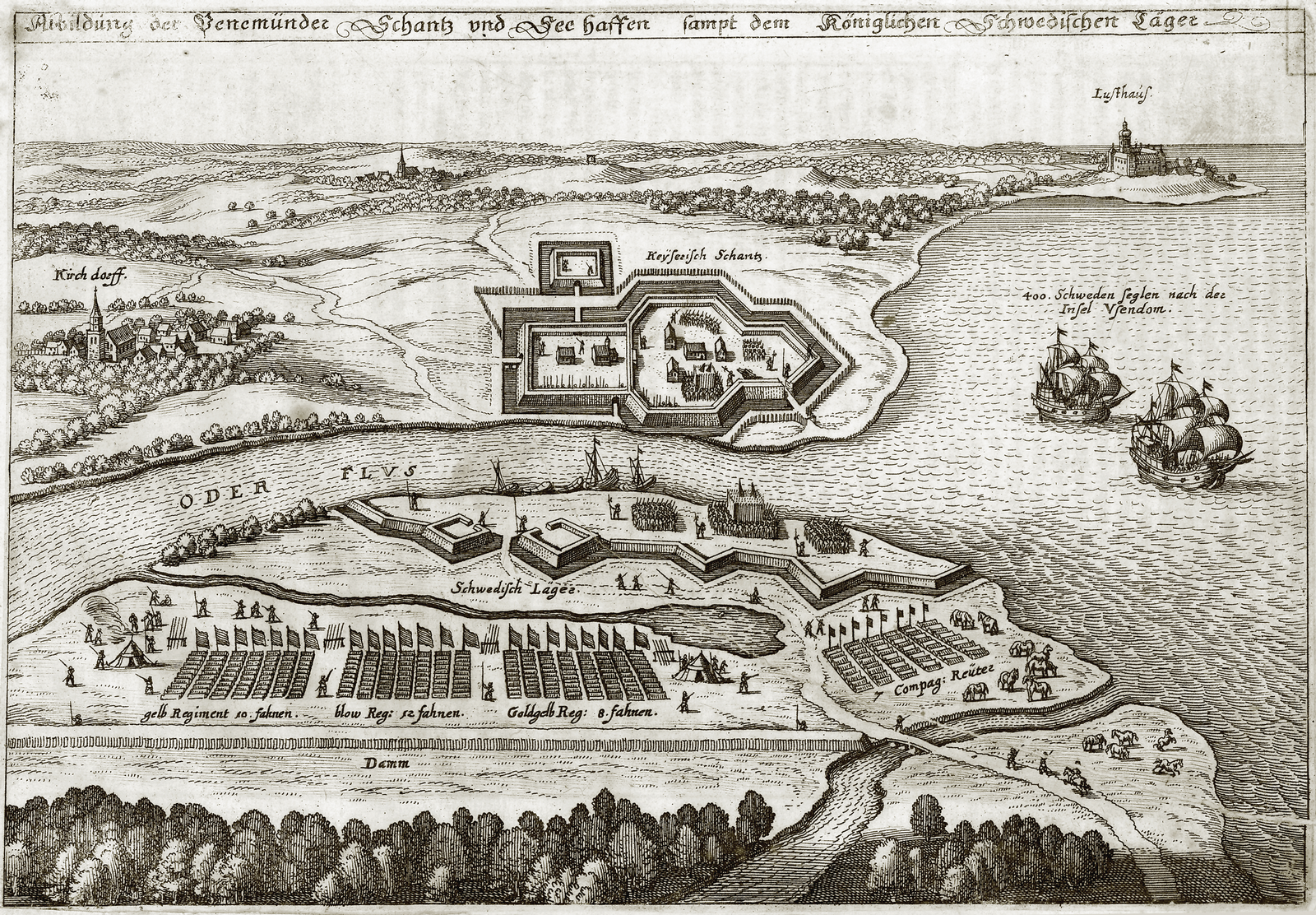
Situation um Peenemünde – Kröslin 1630

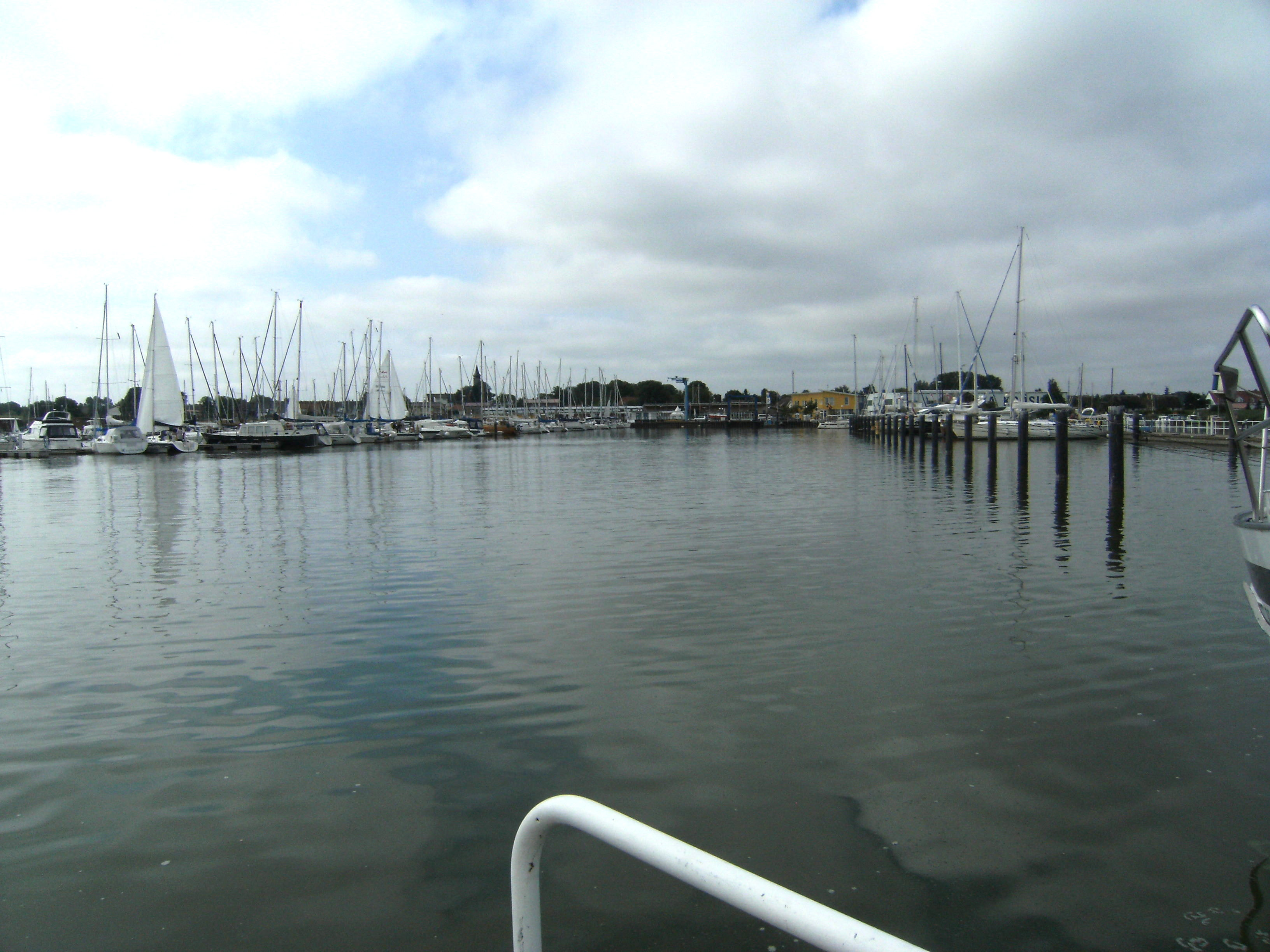
Marina von Kröslin

Für das Jahr 1228 vermutet man die Ersterwähnung des Ortes Kröslin (in den Urkunden auch Crasselin und Cracelin).
Nach bestätigten Urkunden wurde Kröslin erstmals 1300 mit Cracelin genannt, als Herzog Bogislaw IV. dem Kloster Eldena (Vorpommern) seine Anteile von 15 Hufen mit der Insel Wotik (Klein-Woting genannt) schenkte. 1302 verkaufte Ritter Wulfold von Below seine restlichen Teile von Kröslin an das Kloster. 1305 wurde der Ort als Crasselin genannt, als Bischof Heinrich von Kammin die Trennung der Krösliner Kirche vom Sprengel Wolgast versprach.
1305 entstand die Kirche Kröslin, dessen Turm teilweise aus Steinen des ehemaligen Schlosses in Wolgast gebaut wurde. Kröslin war zunächst ein Angerdorf, entwickelte sich jedoch im Laufe der Zeit zu einem Straßenangerdorf. Ein Stahlstich von 1630 zeigt den Kirchort Kröslin und die kaiserliche Schanze an der Stelle, wo später Grünschwade erbaut wurde. Das Lustschloss im Hintergrund rechts war das herzogliche Schloss von Freesendorf (Ort wüst durch Kernkraftwerk).
Erst 1708 wurde der aktuelle Name Kröslin genannt. Kröslin war ein Bauerndorf, zugleich Kirch- und Pfarrort.
In den Jahren 1865 bis 1895 nahm die Bedeutung der Fischerei für die Wirtschaft in dem Ort stark zu, es kam auch zu einem deutlichen Anstieg der Einwohnerzahlen. Kröslin war in dieser Zeit der Sammelpunkt für den Fischhandel der westlichen Küste Usedoms, der südlichen und östlichen Küste des Kreises Rügen sowie der nördlichen Küste des Kreises Greifswald. Es bestanden 24 Fischräuchereien, die ihre Heringe mit Dampferladungen aus dem Umland bezogen. Daher beschloss man im Jahr 1885 einen Anschluss Kröslins an die Kleinbahn Greifswald–Lubmin–Wolgast, um die Transportzeiten für die verderbliche Ware zu verkürzen. Dreizehn Jahre später konnte die Strecke in Betrieb genommen werden und förderte die weitere wirtschaftliche Entwicklung. Die Strecke von Kröslin nach Wolgast war vierschienig ausgebaut. Damit konnten auch normalspurige Güterwagen eingesetzt werden. Das war ein wichtiger Gesichtspunkt bei der Beförderung leicht verderblicher Güter, es ersparte das zusätzliche Umladen des Fisches in Wolgast. Der Kleinbahnbetrieb wurde 1945 eingestellt, die Gleise und das rollende Material wurden als Reparationen an die UdSSR im Hafen Ladebow verladen. Ende des 19., Anfang des 20. Jahrhunderts stockte die Entwicklung der Gemeinde und erholte sich erst nach der Weltwirtschaftskrise wieder.

### Freest
Freest wurde 1179 erstmals als Vrestenuiz urkundlich erwähnt. Der slawische Name bedeutet „Heidekraut“. Es war ein Fischer- und Bauerndorf. Freest gehörte ab 1302 dem Kloster Eldena. Während des Dreißigjährigen Krieges wurde Freest 1628 von den Dänen niedergebrannt. Freest ist ein jahrhundertealter traditioneller Fischereihafen am Auslauf des Peenestroms in den Greifswalder Bodden.

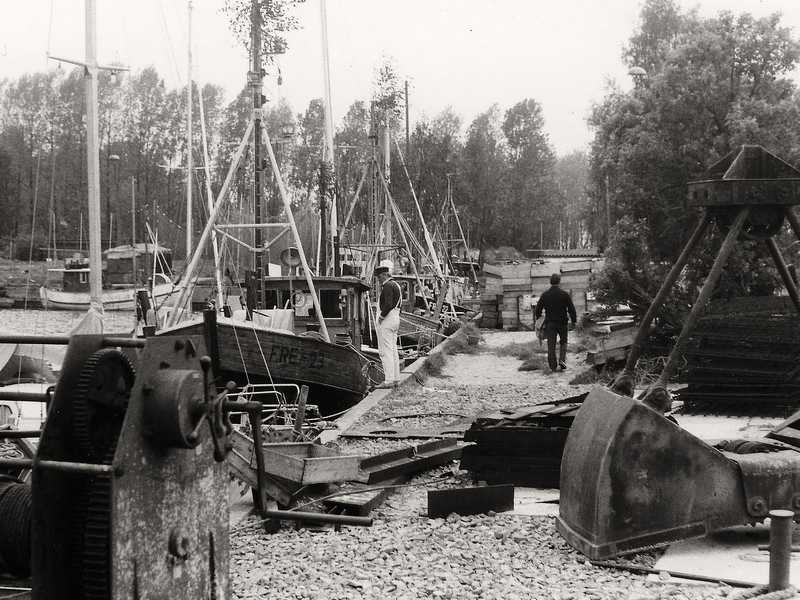
Fischereihafen Freest um 1985
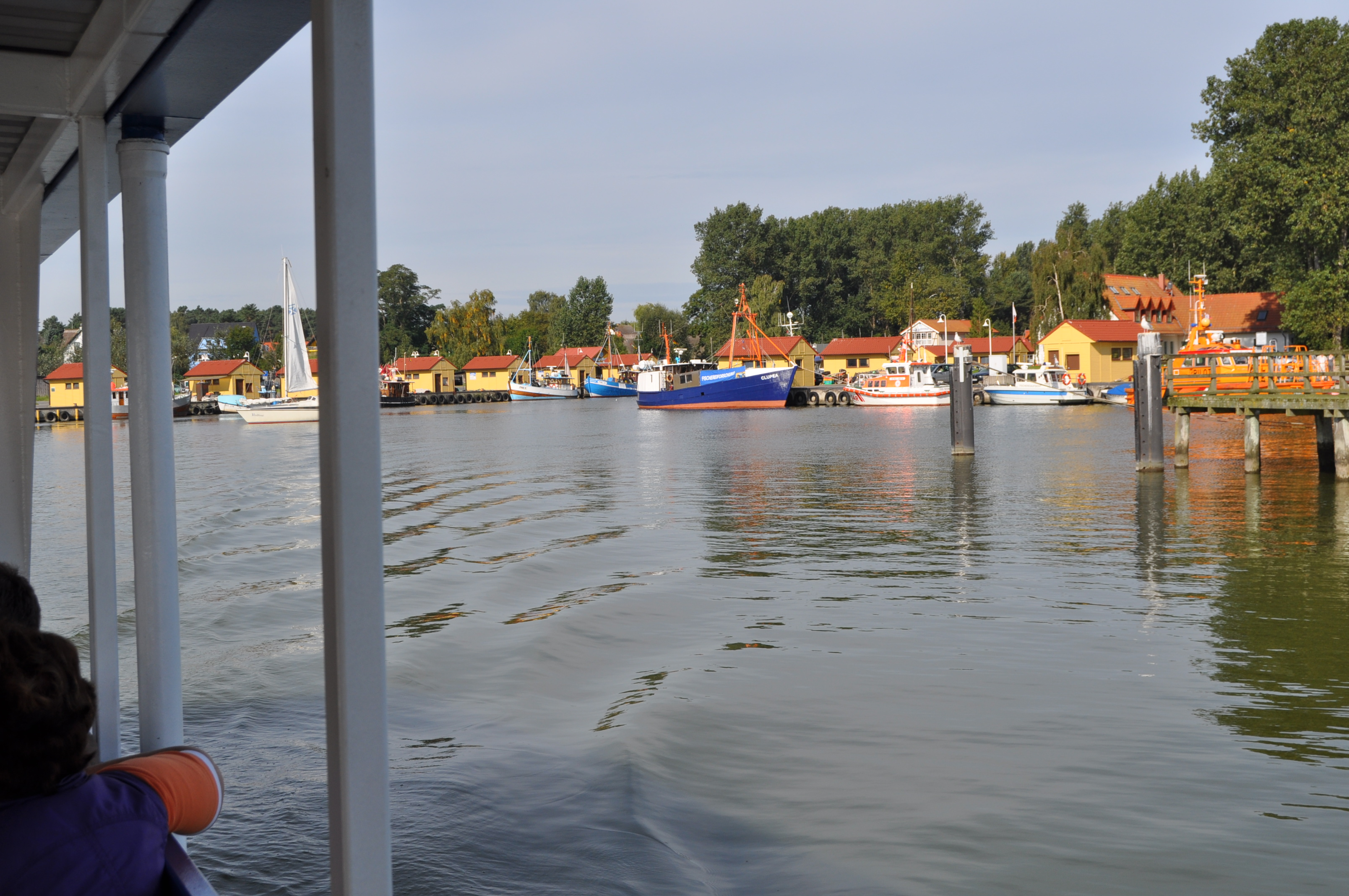
Fischereihafen Freest
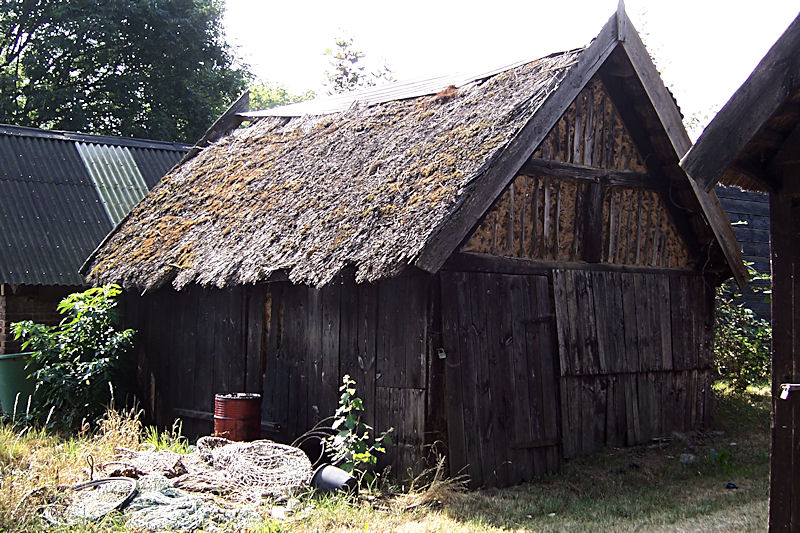
Fischerschuppen am Fischereihafen

### Spandowerhagen
Spandowerhagen wurde 1470 als solches erstmals urkundlich erwähnt. Es wurde als Vorwerk zu Nonnendorf angelegt. Der Name stammt von der Siedlerfamilie Spandow, die Ende des 15. Jahrhunderts erlosch.
Spandowerhagen hatte einen befestigten Hof, der später zum Gut ausgebaut wurde. Befestigte Höfe wurden von ca. 1300 bis 1600 angelegt. Der Hof wurde in seiner Form auch in den Schwedenmatrikeln und im Preußischen Urmesstischblatt von 1835 eingezeichnet. Nach 1900 wurde dieser kleine Gutshof in ein Forstgehöft umgebaut.
Der Ort war ein kleines Fischerdorf, das als Straßendorf angelegt war. Beim Bau des Kernkraftwerkes Nord war am Dorf der Zugang zum Kühlwasserkanal zum Werk. Der Kanal ist noch vorhanden, aber beim ehemaligen Kraftwerk zugeschüttet.
2013 erhielt der Ort eine Umgehungsstraße für die L 262, weil das Dorf den ständig wachsenden Verkehr zum Gewerbegebiet im ehemaligen KKW und zu dessen Hafen nicht mehr aufnehmen konnte.

### Hollendorf
Hollendorf wurde erstmals 1305 als Hollendorp urkundlich erwähnt. Der frühdeutsche Name (dorp = Dorf) ist bislang nicht weiter gedeutet. Der Ort liegt an einem alten Arm des Peenestromes. Es war ein Gutsdorf – Besitzer war bis 1851 Familie Wodrig, danach Thurow, von Wolffradt und Vahl. Es war aber kein dominantes Gut, daneben gab es auch mehrere Gehöfte und Wohnbauten.

### Karrin
Karrin wurde erstmals 1270 als Korin urkundlich erwähnt. Der slawische Namen wird mit „Wurzel“ gedeutet. Erst 1851 bürgerte sich die jetzige Schreibweise ein. Karrin bestand 1841 aus drei Ortsteilen – Karrin-Mittelhof, Karrin-Neuhof und Karrin-Sandfeld, Mittel- und Neuhof waren Gutsorte, Sandfeld ein Bauerndorf. 1843 wurden Karrin-Neuhof und Karrin-Sandfeld von den Karten und aus den Gemeindeverzeichnissen gelöscht. Karrin-Mittelhof wurde jetzt nur noch Mittelhof genannt und kam mit dem Acker der verschwundenen Teile zur Gemeinde Groß Ernsthof. Karrin-Sandfeld wurde als Sandhof ein Wohnplatz in der Gemeinde Groß Ernsthof, Karrin-Neuhof fiel ganz wüst und lag bis dahin an der Südgrenze der Gemeinde Groß Ernsthof, später Gemeinde Rubenow.
1937 wurden bei Karrin nördlich von Wolgast ein Münzschatz mit 4032 pommerschen Münzen gefunden. Es sind Münzen aus der Vergrabungszeit von 1270 bis 1275.

### Greifswalder Oie (Insel ohne öffentlich touristische Infrastruktur)
Die Oie gehörte der Stadt Greifswald, in alter Zeit war es ein slawischer Kultort, in dem die Schiffsbesatzungen bei Aus- und Einfahrt kultische Riten ausführten, sie nannten die Insel „Swante Wostrow“, so war sie 1282 urkundlich. Seit 1958 gilt die ehemalige Ortschaft als Wüstung.

### Ruden (unbewohnte Insel)
Mit dem Namen „Ruden“ wurde die Insel erstmals 1618 in der Lubinschen Karte bezeichnet. Der Ruden war ab dem Ende des 17. Jahrhunderts Zoll- und Lotsenstation und gehörte besitzrechtlich zu Wolgast.
Behnken (Wüstung)
Behnken wurde 1648 erstmals urkundlich erwähnt. Die letzten Nennungen sind 1786 zu verzeichnen, danach ist der Ort wüst. Er tritt nur noch südwestlich von Freest als Flurname auf.
Grünschwade (Wüstung)
Grünschwade war nach einem Vertrag von 1720 zwischen Schweden und Preußen ein Nothafen für beide Seiten. In Grünschwade befand sich dann das Grenzzollamt bis 1815 für die Ein- und Ausfahrt des Peenestromes. Danach war das einzige Gebäude, was den Ort noch ausmachte, noch 1835 laut Preußischem Urmesstischblatt als Wohnhaus vorhanden.
Rauhenberg (Wüstung)
Rauhenberg wurde im Preußischen Urmesstischblatt von 1835 erstmals bezeichnet. 1851 bis 1891 wurde es noch genannt, dann lag es wüst. Heute zeugt nur noch ein Flurname von der Existenz.
Vencemin (Wüstung)
Vencemin wurde 1298 als solches erstmals urkundlich erwähnt. Es wurde aber nur bis 1302 genannt. Dann wurde es 1331 nach Freest integriert. Wahrscheinlich ist es die südöstlich vom Hauptort etwas abgelegene Ansiedlung an der Straße nach Kröslin, nahe bei der Wüstung Grünschwade.

## Bevölkerung
| Jahr | Einwohner |
| ---- | --------- |
| 1990 | 1790      |
| 1995 | 1765      |
| 2000 | 1871      |
| 2005 | 1852      |
| 2010 | 1811      |
| 2015 | 1807      |

| Jahr | Einwohner |
| ---- | --------- |
| 2020 | 1756      |
| 2021 | 1758      |
| 2022 | 1743      |
| 2023 | 1712      |

Stand: 31. Dezember des jeweiligen Jahres

## Politik

### Gemeindevertretung
Die Gemeindevertretung von Kröslin besteht aus 12 Mitgliedern. Die Kommunalwahl am 9. Juni 2024 führte bei einer Wahlbeteiligung von 67,0 % zu folgendem Ergebnis:
| Partei / Wählergruppe          | Stimmenanteil 2019 | Sitze 2019 |  | Stimmenanteil 2024 | Sitze 2024 |
| ------------------------------ | ------------------ | ---------- |  | ------------------ | ---------- |
| Unsere Gemeinde                | 58,7 %             | 7          |  | 48,9 %             | 6          |
| Für die Gemeinde Kröslin       | –                  | –          |  | 20,4 %             | 3          |
| Einzelbewerber Branko Ganzow   | –                  | –          |  | 09,0 %             | 1          |
| Einzelbewerberin Melanie Lüder | –                  | –          |  | 05,9 %             | 1          |
| Einzelbewerber Dave Jacubowsy  | –                  | –          |  | 04,9 %             | 1          |
| Einzelbewerber Falko Haase     | –                  | –          |  | 03,7 %             | –          |
| Einzelbewerber Steve Pretzer   | –                  | –          |  | 02,9 %             | –          |
| Einzelbewerber Axel Räther     | –                  | –          |  | 02,4 %             | –          |
| Einzelbewerberin Hannah Räther | –                  | –          |  | 01,8 %             | –          |
| Einzelbewerber Dirk Mitzlaff   | 16,9 %             | 1          |  | –                  | –          |
| SPD                            | 12,4 %             | 1          |  | –                  | –          |
| Einzelbewerber Gerd Ring       | 07,0 %             | 1          |  | –                  | –          |
| Die Linke                      | 05,1 %             | 1          |  | –                  | –          |
| Insgesamt                      | 100 %              | 11         |  | 100 %              | 12         |

Bei der Wahl 2019 entfielen auf den Einzelbewerber Dirk Mitzlaff entsprechend seinem Stimmenanteil zwei Sitze. Daher blieb in der Gemeindevertretung ein Sitz unbesetzt.

### Bürgermeister
- seit 2014: Holger Dinse (Unsere Gemeinde)

Am 26. Mai 2019 wurde Dinse mit 73,8 % der gültigen Stimmen wiedergewählt. Bei der Bürgermeisterwahl am 9. Juni 2024 wurde er ohne Gegenkandidat mit 77,1 % der gültigen Stimmen in seinem Amt bestätigt. Seine Amtszeit beträgt fünf Jahre.

### Wappen
| Wappen von Kröslin | Blasonierung: „In Blau drei im Dreipass gestellte silberne Fische mit gemeinsamem Kopf, begleitet: im rechten Obereck von einem schrägen, gestürzten goldenen Anker; im linken Obereck von einer schräglinks gestellten goldenen Ähre; unten von einer goldenen Glocke.“ |
| Wappen von Kröslin | Wappenbegründung: In dem Wappen verweisen die im Dreipass angeordneten Fische mit gemeinsamem Kopf – ein bekanntes Gestaltungsmotiv Freester Teppichknüpfer – auf die traditionsreiche Fischerei. Mit dem Anker soll zum einen die traditionelle Schifffahrt, zum anderen der Fischereihafen in Freest versinnbildlicht werden. Die Ähren sollen die Landwirtschaft symbolisieren. Nach dem Gestaltungsgrundsatz des pars pro toto steht die Glocke für die Kirche von Kröslin, deren Glocken durch Spenden der Einwohner erneuert werden konnten. Mit den Farben Blau-Weiß wird auf die Zugehörigkeit der Gemeinde zum Landesteil Vorpommern hingedeutet. Das Wappen wurde von dem Weimarer Heraldiker Michael Zapfe gestaltet. Es wurde am 22. Juli 1998 durch das Ministerium des Innern genehmigt und unter der Nr. 168 der Wappenrolle des Landes Mecklenburg-Vorpommern registriert. |

### Flagge und Dienstsiegel
Die Gemeinde verfügt über keine amtlich genehmigte Flagge.
Das Dienstsiegel zeigt das Gemeindewappen mit der Umschrift „GEMEINDE KRÖSLIN * LANDKREIS VORPOMMERN-GREIFSWALD“.

## Sehenswürdigkeiten und Kultur

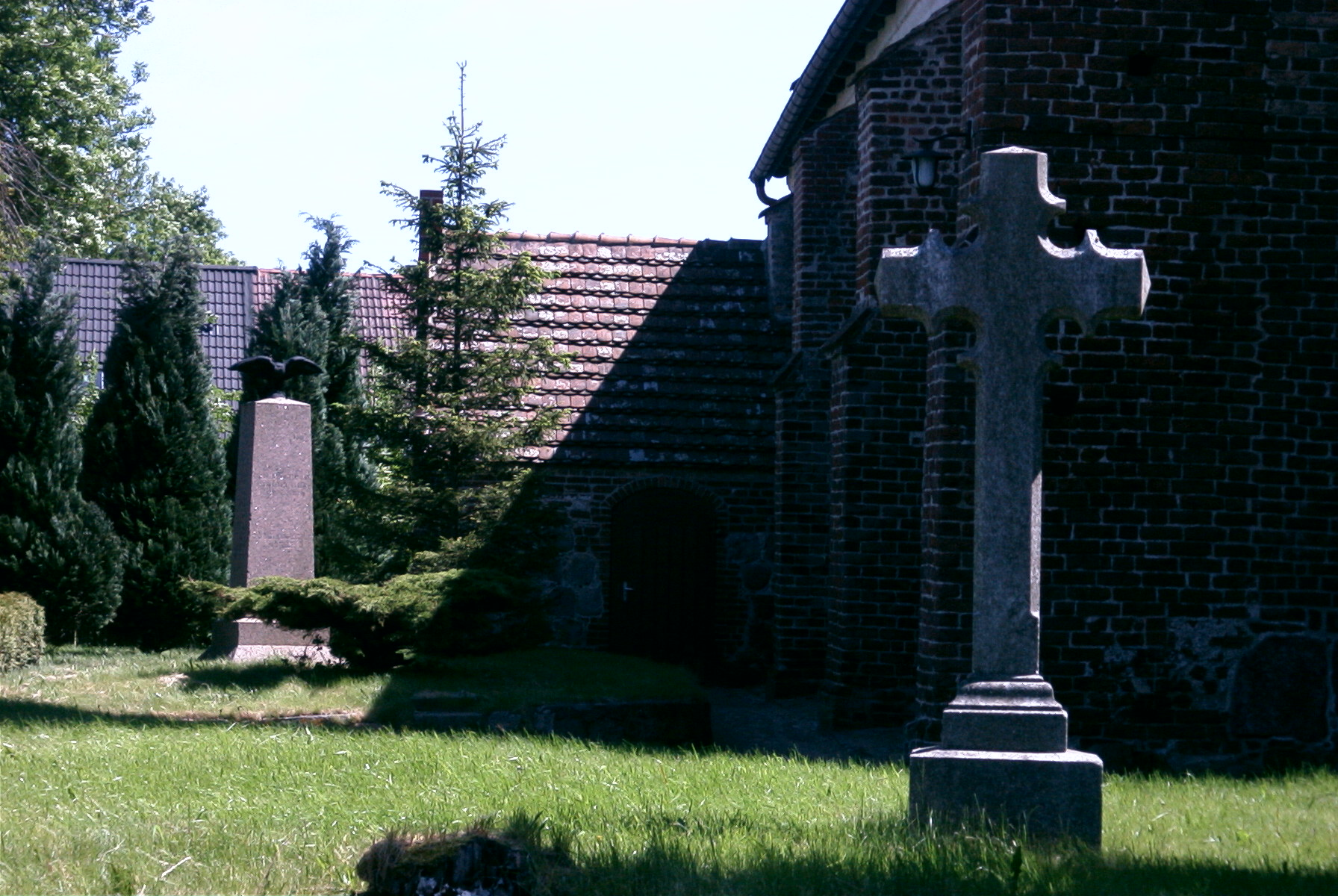
Kirchhof Kröslin mit Denkmalen

Von der Kirche Kröslin ist nicht viel bekannt. Nur wenige urkundlich belegbare Daten sind bis heute erhalten geblieben. Herzog Bogislaw IV. legte 1300 die Hufenzahl für die Kirche auf 15 Hufen fest. Zu Beginn des 14. Jahrhunderts wechselte der Besitz des Dorfes. 1302 verkaufte Wulfoldus de Below, bis dahin Besitzer Kröslins, das Dorf an das Kloster Eldena. Mit dem Kauf waren die kirchenrechtlichen Belange nicht endgültig geklärt.
Sehenswert ist der weiträumige Kirchhof, der renaturiert ist. Auf ihm gibt es ansehnliche Denk- und Grabmale. Umgeben ist der Kirchhof von einer Feldsteinmauer mit einem Eingangsportal.
Im Ortsteil Freest befindet sich die Heimatstube. Sie zeigt das Leben und Arbeiten der Fischer und auch die Geschichte des Knüpfens der Freester Fischerteppiche. Diese waren während der Weltwirtschaftskrise eine zusätzliche Einnahmequelle der Fischer und steigerten erheblich den Bekanntheitsgrad des Ortes.
Anfang Mai, beim Eintreffen des Hornfisches, findet im Ortsteil Freest die Eröffnungsveranstaltung des Deutschen Hotel- und Gaststättenverbandes Ostvorpommern zu den Usedomer Hornfischwochen statt. Am ersten Augustwochenende jeden Jahres gibt es in Freest ein Fischerfest mit Jahrmarkt, Fahrgeschäften und Höhenfeuerwerk.

## Wirtschaft und Infrastruktur

### Unternehmen
Das wohl wichtigste Unternehmen ist die Fischereigenossenschaft in Freest mit mehreren Fischern und einem Verarbeitungsbetrieb sowie privaten Räuchereien. Daneben gibt es einige Werften.

Der Tourismus ist ein weiteres Standbein der Gemeinde. Die Marina in Kröslin und der Jachthafen in Freest, die beiden Freester Campingplätze und die gastronomischen Einrichtungen sind auf den maritimen Tourismus ausgerichtet.

An der nordwestlichsten Ecke der Gemeinde beginnt das Gelände des ehemaligen Kernkraftwerkes Lubmin, heute EWN Entsorgungswerk für Nuklearanlagen. Es ist als großes Industriegebiet ausgewiesen.

### Verkehr
Die Ortsteile Kröslin, Freest und Spandowerhagen liegen an der Landesstraße L 262, die Ortsteile Karrin und Hollendorf davon abseits. Von der ehemaligen Kleinbahn Lubmin–Kröslin–Wolgast kündet nur noch das Bahnhofsgebäude am Ortseingang von Kröslin und der Hauptstraßenname: Bahnhofsstraße. Im Freester und Krösliner Hafen legen Ausflugs- und Linienschiffe an. So sind Ruden, Oie, Peenemünde und Rügen erreichbar. In Freest ist außerdem das Seenotrettungsboot Heinz Orth der Deutschen Gesellschaft zur Rettung Schiffbrüchiger stationiert.

## Persönlichkeiten
- Paul Meier-Benneckenstein (1894–1971), Politikwissenschaftler und Herausgeber, in Kröslin geboren
- Murkel Charlotte Schuberth (1914–2000), Malerin, in Kröslin geboren